# Carregador STANAG

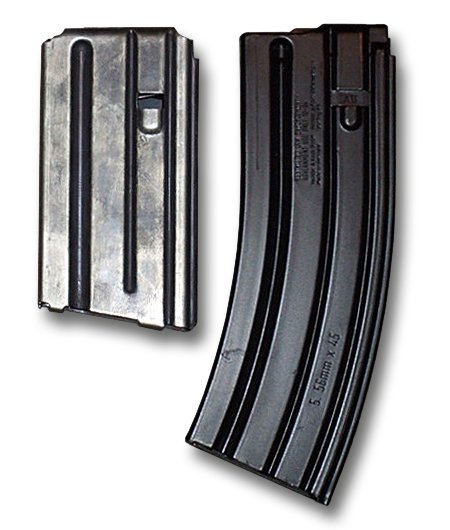
Dois carregadores em conformidade com a STANAG: um carregador de 20 cartuchos fabricado pela Colt e um carregador de 30 cartuchos Heckler & Koch "High Reliability".

Um carregador STANAG ou carregador OTAN é um tipo de carregador destacável de armas de fogo proposto pela OTAN em outubro de 1980. Pouco depois da aceitação da OTAN do cartucho de rifle 5,56×45mm da OTAN, o Projeto de Acordo de Padronização (STANAG) 4179 foi proposto para permitir que os membros da OTAN compartilhassem facilmente munições e carregadores de rifle até o nível do soldado individual. As proporções do carregador do rifle U.S. M16 foram propostas para padronização. Muitos membros da OTAN, mas não todos, subsequentemente desenvolveram ou compraram rifles com a capacidade de aceitar esse tipo de carregador. No entanto, o padrão nunca foi ratificado e permanece um "Rascunho STANAG".